# Кончаков, Валентин Андреевич
Валентин Андреевич Кончаков (1933—1993) — композитор, музыкальный педагог, заслуженный деятель искусств Карельской АССР (1982). Заслуженный деятель искусств Российской Федерации (1994, посмертно). Лауреат 3-й премии Всесоюзного конкурса, посвященного 45-летию Победы над фашизмом (1990).

## Биография
Родился в г. Энгельс Саратовской области в семье военного летчика и медсестры.
В 1948—1949 гг. учился в школе военно-музыкантских воспитанников в г. Севастополе.
С 1949 г. В. Кончаков — курсант учебного военно-духового оркестра при Высшем училище военных дирижёров в г. Москве.
В 1953—1957 гг. обучался в Саратовском музыкальном училище по классу флейты. В 1962 г. окончил Московскую консерваторию по классу флейты и композиторский факультет.
С 1962 по 1969 г. преподавал теоретические дисциплины во Фрунзенском музыкальном училище (1962—1969), писал музыку к кинофильмам студии «Киргизфильм».
С 1965 г. преподаватель Музыкально-педагогическом института им. Гнесиных.
Работал в учреждениях культуры Улан-Батора
С 1970 г. работал в Петрозаводской государственной консерватории им. А. К. Глазунова и Петрозаводском музыкальном училище им. К. Э. Раутио, а также на военно-духовом факультете школы № 37 г. Петрозаводска.
Является автором симфонических, вокально-симфонических, камерных произведений, в том числе на фольклорные темы — северные русские, вепсские и карельские мотивы, в том числе «Песни Пудожья» (1975), вокальные циклы «Пять песен Белого моря» (1977), «Песни Заонежья», симфоническая поэма «Заонежье» (1991).
Член Союза композиторов (1963).

## Избранные произведения
- кантата Здравица (Россия Ленина, слова Л. Дербенева, 1963)
- цикл Три русские песни (1970)
- кантата-плакат Слово о рабочем классе (слова Я. Виртанена, 1975)
- сюита Песни Пудожья (1974)
- сюита «Вепсские напевы» (1978)
- концерт для скрипки с оркестром «Вепсский» (1979)
- Молодежная увертюра (1959)
- Симфония (1962)
- Концертный вальс (1963)
- Симфонические танцы (1963)
- Ларго (1970)
- Сюита (1971)
- Восемь пьес на темы песен народов Карелии (1976)
- кантата «Исполать» (слова В. Устинова, 1978)
- Строевой марш (для духового оркестра) (1958)
- Смоленская (1960)
- Праздник (1965)
- Скерцо (1960)
- Обрядовые напевы (1967)
- Беломорская сюита (1976)
- Карельская частушка (слова Барского, 1973)
- Северное сияние (слова А. Титова, 1974)
- Пьесы для кантеле (1973—1979)
- Увертюра на народные напевы карел и коми (1979)
- «Баллада об одном портрете» (слова Т. Сумманена, 1984 и др.)
- Увертюра «Карелия праздничная» (1980).
- Карельская частушка (1981)

## Музыка к фильмам
- 1963 — Улица космонавтов
- 1964 — Белые горы
- 1965 — Самая послушная
- 1968 — Пингвины (анимационный)